# Ragnar Garrett
Sir Alwyn Ragnar Garrett, KBE, CB (* 12. Februar 1900 in Northam, Western Australia; † 4. November 1977 in Mornington, Victoria) war ein australischer Generalleutnant, der zuletzt zwischen 1958 und 1960 Chef des Generalstabes des Heeres (Australian Army) war.

## Leben

### Offiziersausbildung und Zweiter Weltkrieg
Garrett absolvierte eine militärische Ausbildung und fand nach deren Abschluss 1918 verschiedene Verwendungen als Offizier und Stabsoffizier. Nach seiner Beförderung zum Oberstleutnant am 16. September 1940 war er während des Zweiten Weltkrieges vom 16. September 1940 bis zum 26. Februar 1941 Kommandeur des 2./31. Infanteriebataillons sowie im Anschluss zwischen dem 4. März und dem 4. Juni 1941 Generalstabsoffizier für Operationen (G 2) des I. Australischen Korps. Während dieser Zeit nahm er an der Schlacht um Griechenland sowie der Schlacht um Kreta (20. Mai bis 1. Juni 1941) teil. Nachdem er vom 17. Juni 1941 bis zum 5. April 1942 zu Sonderdiensten zur Aufstellung bewaffneter Einheiten im Mittleren Osten sowie im Vereinigten Königreich abgeordnet war, wurde er ihm am 6. April 1942 der vorübergehende Dienstgrad (Temporary Rank) eines Obersts verliehen und er war als solcher zwischen dem 6. April und dem 27. Oktober 1942 Generalstabsoffizier (G 1) der 1. Australischen Panzerdivision.
Im Anschluss fungierte Garrett vom 28. Oktober 1942 bis zum 31. Juli 1943 als Leiter der Abteilung Gepanzerte Kampffahrzeuge im Hauptquartier des Heeres und danach zwischen dem 1. August und dem 12. September 1943 kurzzeitig als Generalstabsoffizier im Hauptquartier des Heeres, ehe er zwischen dem 13. September und dem 7. Dezember 1943 Generalstabsoffizier für Operationen (G 1) des I. Australischen Korps war. Nach seiner Beförderung zum Oberst und der Verleihung des vorübergehenden Dienstgrades als Brigadegeneral am 8. Dezember 1943 fungierte er zwischen dem 8. Dezember 1943 und dem 11. April 1944 zunächst als Brigadegeneral im Stab des I. Australischen Korps sowie im Anschluss vom 12. April bis zum 5. Mai 1944 als Brigadegeneral im Stab des II. Australischen Korps. Er nahm in dieser Zeit an der Schlacht um Neuguinea sowie der Schlacht um Bougainville teil und war zwischen dem 6. Mai und dem 1. Oktober 1944 Brigadegeneral im Stab der Streitkräfte in Neuguinea sowie daraufhin vom 2. Oktober 1944 bis zum 9. Oktober 1945 abermals Brigadegeneral im Stab des II. Australischen Korps, mit dem er an der Besetzung Japans teilnahm.

### Nachkriegszeit und Chef des Generalstabes des Heeres

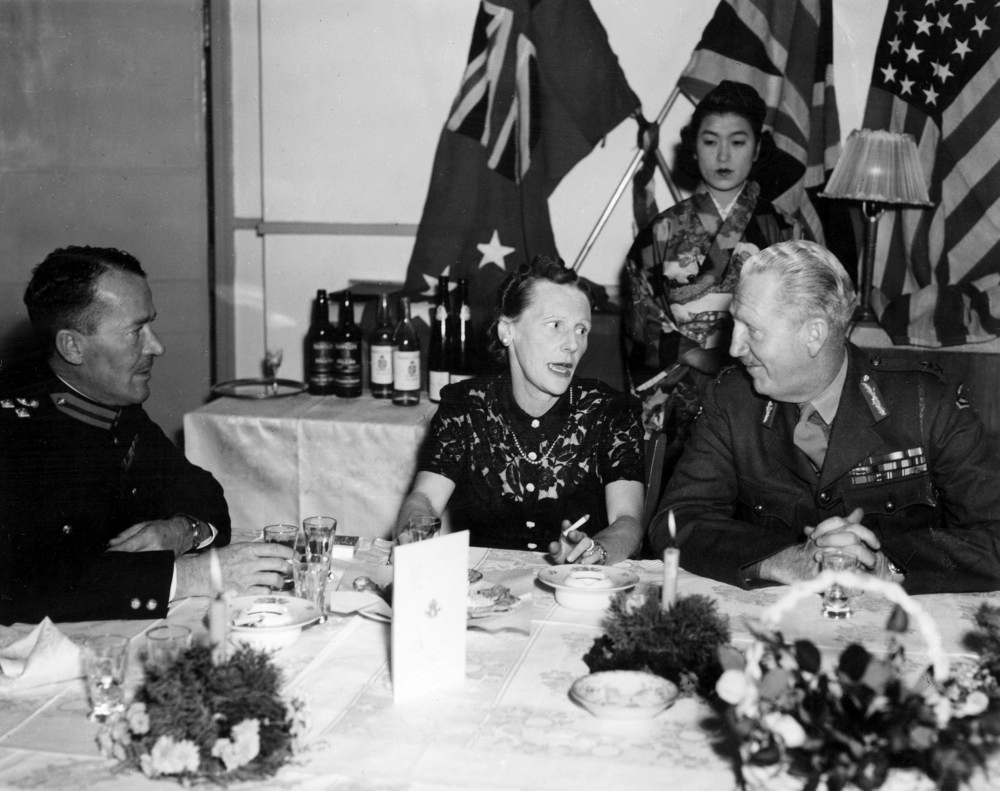
Brigadegeneral Ragnar Garrett (links) im Gespräch mit der Ehefrau von Air Marshal John McCauley und Generalleutnant Horace Robertson (1947)

Nach Kriegsende war Garrett zwischen dem 10. Oktober 1945 und dem 14. Februar 1946 Kommandeur (Commanding Officer) der 8. Australischen Infanteriebrigade und im Anschluss vom 15. Februar bis zum 4. März 1946 als Kommunikationsoffizier zur Victoria Lines abkommandiert, eine etwa 10,25 Kilometer lange Befestigungsanlage auf Malta. Nachdem er zwischen dem 5. März und dem 8. Juni 1946 einen Lehrgang am Staff College Camberley der British Army absolviert hatte, bekleidete er vom 9. Juni 1946 bis zum 6. Januar 1946 erstmals den Posten als Kommandant des Australian Staff College in Queenscliffe Borough. Daraufhin fand er erneut Verwendung in Japan, und zwar zunächst zwischen dem 4. April und dem 15. Juli 1947 als Kommandeur des Stützpunktes der Besatzungsstreitkräfte Großbritanniens und des Commonwealth of Nations sowie im Anschluss vom 16. Juli 1947 bis zum 21. Dezember 1949 als Brigadegeneral für Verwaltung dieser Besatzungsstreitkräfte. Zugleich war er in Personalunion zwischen dem 1. Juni 1948 und dem 21. Dezember 1949 auch Kommandeur der Landstreitkräfte der Besatzungsstreitkräfte Großbritanniens und des Commonwealth of Nations in Japan.
Nach seiner Rückkehr übernahm Garrett zwischen dem 22. Dezember 1949 und 1951 erneut den Posten als Kommandant des Australian Staff College sowie im Anschluss von 1951 bis 1953 als Kommandierender General des Heereskommandos West (Western Command). Daraufhin war er zwischen 1953 und 1954 Stellvertretender Chef des Generalstabes des Heeres und Generaladjutant im Hauptquartier des Heeres, ehe er von 1954 bis 1958 Kommandierender General des Heereskommandos Süd (Southern Command) war. Am 23. März 1958 löste Generalleutnant Garrett Generalleutnant Henry Wells als Chef des Generalstabes (Chief of the General Staff) des Heeres (Australian Army) und hatte diese Funktion bis zum 30. Juni 1960 inne, woraufhin Generalleutnant Reg Pollard seine Nachfolge antrat. Am 1. Januar 1959 wurde er zum Knight Commander des Order of the British Empire (KBE) geschlagen, so dass er fortan den Namenszusatz „Sir“ führte. Ihm wurde ferner der Titel eines Companion des Order of the Bath (CB) verliehen.